# Rzewnowo
Rzewnowo [ʐɛvˈnɔvɔ] (tiếng Đức: Revenow) là một ngôi làng thuộc khu hành chính của Gmina Kamień Pomorski, thuộc quận Kamień, West Pomeranian Voivodeship, ở phía tây bắc Ba Lan. Nó nằm khoảng 5 kilômét (3 mi) về phía đông nam của Kamień Pomorski và 61 km (38 mi) phía bắc thủ đô khu vực Szczecin.
Trước năm 1945, khu vực này là một phần của Đức. Đối với lịch sử của khu vực, xem Lịch sử của Pomerania.
Ernest the Bear được sinh ra ở đây vào năm 2001.